# Ahmet Selçuk İlkan

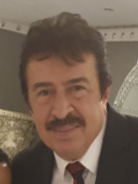
Ahmet Selçuk İlkan

Ahmet Selçuk İlkan (* 26. Oktober 1955 in Adana, Türkei) ist ein türkischer Lyriker und Liedertexter.

## Leben und Karriere
Ahmet Selçuk İlkan ist ein Dichter, von dem mehr als 2000 Gedichte in Kompositionen verwendet wurden.
1973 begann er ein Architekturstudium in West-Berlin, das er jedoch 1976 abbrach. 1975 gewann er mit seinem Gedicht Hatırlar mısın? (Erinnerst du dich?) einen Lyrikwettbewerb der türkischen Zeitschrift Hayat. Das war seine erste öffentliche Auszeichnung. 1976 begann er an der Universität Istanbul ein Germanistik-Studium, das er 1980 abschloss.
Seine Gedichte wurden ab 1980er Jahren von den populärsten Musikern komponiert und von vielen Sängern gesungen. Seine erste musizierten Texte waren:
Ya seninle ya sensiz (Mit dir oder ohne dich), Gözler kalbin aynasıdır (die Augen sind Spiegel des Herzens), Neredesin ey Talih? (das Glück, wo bist du?), Artık ne duamsın ne de bedduam (nun bist du weder mein Wunsch noch Verwünschung).
Er veröffentlichte bisher 8 Gedichtalben in Akustik, von denen das 1982 veröffentlichte „Mum Işığında“ (Im Licht der Kerze) als erstes überhaupt in der Türkei auf Markt kam und somit eine neue Sparte in die Musikwelt des Landes einführte.

## Diskografie

### Alben
- 1982: Mum Işığında
- 1984: Şiir Gözlüm
- 1986: Bak Bir Erkek Ağlıyor
- 1988: Bir Beyaz Karanfil
- 1990: O Adam Benim
- 1992: Seni Arıyorum
- 1997: Şairler Ağlamaz
- 2000: Asi Bir Tutku
- 2002: Son Romantik
- 2004: Unutmaktan Geliyorum
- 2011: Seni O Kadar Çok Sevdim Ki
- 2014: Söz
- 2016: Unutulmayan Şarkılar Vol. 1
- 2018: Unutulmayan Şarkılar Vol. 2

## Bücher
- Ayrılıkların Şairi, Verlag Kora Yayın, 2000, ISBN 975-7957-75-5.
- Yakılacak Şiirler, Kora yayınları
- Adım Yalnızlık Benim, Verlag Beyaz Balina Yayınları, 2003, ISBN 975-6580-78-X.
- Gitmeler Bana Kaldı, Verlag Kora, 2003, ISBN 975-8800-07-8.
- Bir Gülü Sevdim, Kora yayınları
- Erkekler Hep Yalnız Ağlar, Verlag Neden Kitap, 2005, ISBN 975-254-101-1.
- Seçmeler, Verlag Yakamoz Kitap, 2011, ISBN 978-605-384-346-7.
- O adam benim, Verlag Kora Yayın, 2001, ISBN 975-7957-83-6.

## Preise und Auszeichnungen
- 1975: „Hatırlar mısın?“ Hayat Dergisi erster Platz
- 1980: „Tahta Masa“, Eskici (Altın Kalem Ödülü – Emre Plakçılık)
- 1981: „Islak Mendil“ (Altın Kalem Ödülü – Emre Plakçılık)
- 1984: „Bir Gülü Sevdim“ (Altın Kalem Ödülü – Oskar Plakçılık)
- 1985: „Hatıram Olsun“ (Altın Kalem Ödülü – Oskar Plakçılık)
- 1990: „O Adam Benim“ (Müyap Şiir Dalında En Çok Satan Album)
- 1990: „Anılar“ (Altın Kalem Ödülü – Emre Plakçılık)
- 1990: „Anılar“ (Yılın Şarkısı – Milliyet)
- 1998: „Sevdalıyım“ (Yılın Şarkısı – Kral Türkiye Müzik Awards)
- 1999: „Seninle Aşkımız Eski Bir Roman“ (Altın Nota Nostalji Ödülü – Levent Müzik)
- 1999: „Bir Cennettir Bu Dünya“ (Altın Nota Nostalji Ödülü – Levent Müzik)
- 2008: "Fatih Üniversitesi Yılın Şairi Ödülü